# Cabra Cabriola
A Cabra Cabriola é um ser imaginário da mitologia infantil portuguesa,  mas também surge no resto da península Ibérica,  foi depois levada para o Brasil pelos portugueses. A Cabra Cabriola é a personificação do medo, um animal em forma de cabra, um animal frequentemente de aspecto monstruoso comedor de crianças, um papa-meninos. No século XIX a Cabra Cabriola era tema de uma canção de embalar:
"Cabra cabriola
Corre  montes e vales,
Corre meninos a pares
Tamêm te comerá a ti
Se cá chegares"
A Cabra Cabriola  no Piauí e Pernambuco data do século XIX e XX.
A lenda conta que a Cabra Cabriola era um animal monstruoso que comia crianças travessas. Ela invadia casas para pegar e comer as crianças que não obedeciam os pais.
De acordo com a lenda no Brasil, ela cantava este verso:
Eu sou a Cabra Cabriola

Que como meninos aos pares

Também comerei a vós

Uns carochinhos de nada
No Brasil quem contava a lenda dizia que quando uma criança começa a chorar de repente, a Cabra Cabriola estava fazendo outra vítima. Quando isso acontecia, as pessoas começavam a rezar.